# Hamburgisches Gesetz über Hilfen und Schutzmaßnahmen bei psychischen Krankheiten
Das Hamburgische Gesetz über Hilfen und Schutzmaßnahmen bei psychischen Krankheiten, kurz HmbPsychKG, ist ein Landesgesetz in Hamburg. 
Es regelt die Unterbringung. Es gilt nicht für Personen, bei denen Maßregeln der Besserung und Sicherung nach § 61 Nummer 1 oder 2 des Strafgesetzbuchs vollzogen werden.
2013 wurde die Zwangsbehandlung thematisiert (Änderung vom 1. Oktober 2013, HmbGVBl. S. 425).